# جشنواره فیلم نوآر کورمایر
جشنواره فیلم نوآر کورمایر (انگلیسی: Courmayeur Noir Film Festival) یک جشنواره فیلم تخصصی در ژانر فیلم نوآر است، که از سال ۱۹۹۱ در دسامبر هر سال در
کورمایر ایتالیا برگزار می‌شود.